# Sofia Källgren
 (octobre 2018).
Si vous disposez d'ouvrages ou d'articles de référence ou si vous connaissez des sites web de qualité traitant du thème abordé ici, merci de compléter l'article en donnant les références utiles à sa vérifiabilité et en les liant à la section « Notes et références ».
Pour les articles homonymes, voir Källgren.

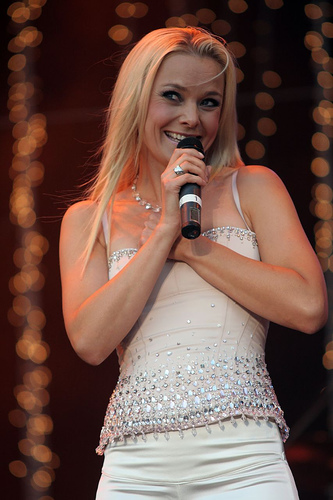
Sofia Källgren

Anna Sofia Helena Källgren, connue sous le nom Sofia  Källgren (née le 17 août 1970 à Högsbo, Suède), est une chanteuse suédoise.

## Biographie
En 1982, elle débute dans le programme télé "Gomorron Sverige" sur Sveriges Television. En 1986, elle interprète la chanson "I Know Him So Well" de le musical Chess et remporte l'émission de télécrochet Folkparkernas talangjakt. En 1987, elle est récompensée du Ulla Billquist.
Källgren interprète la chanson, "Världen är vacker", pour le Melodifestivalen de 1989. La chanson ne sera pas sélectionnée mais Källgren participera, aux côtés des Visitors à la chanson "Världen är vår". Lors du Melodifestivalen de 1990, elle tente à nouveau sa chance et chante "Handen på hjärtat".
Elle deviendra ensuite la voix suédoise de Belle dans le La Belle et la Bête ainsi que Odette dans Le Cygne et la Princesse. Elle sera récompensée d'un Guldmasken pour ses prestations en 1998 dans la comédie musicale Miss Saigon jouées au Göta Lejon, à Stockholm.
En 2000, elle fit une tournée avec Rhapsody in Rock, remplaçant Carola Häggkvist, puis une autre tournée aux côtés de Tito Beltrán, Orsa spelmän et Kalle Moraeus. Ensemble, et avec Robert Wells, ils participèrent à l'édition 2003 du Melodifestivalen mais ne finirent pas en finale.
Källgren vit à Bromma avec son mari et leur enfant.

## Discographie sélective

### Albums
- Handen på hjärtat (1990)
- Julen är kommen (1990)
- Min älskade (1992)
- Skönheten och odjuret (soundtrack) (1992)
- Mina sånger (1994)
- My Love (2003)
- 東方西方 (Eastward Westward) vol. 1 (2005)
- 東方西方 (Eastward Westward) vol. 2 (2006)
- Cinema Paradiso (2008)

### Singles
- "Längtans vind" / "Världen är vacker" (1989)
- "Phantom of the Opera" / "Wherever You Go" (duo avec Uffe Persson) (1989)
- "Världen är vår" / "The World in Our Hands" (avec Visitors) (1989)
- "This Time" / "Jag kan se en ängel" (1990)
- "Kärleken är en hemlighet" / "Regnbågen" (1991)
- "Beatrice" / "Luften jag andas (kärlekens mjuka röst)" (1992)
- "Skönheten och odjuret" (duo avec Tommy Körberg) / "Till marknaden" / "Kampen på torget" (1992)
- "För längre än för alltid" (duo avec Roger Pontare) (1995)
- "Fri" / "En vinterdag" (issu du film Sprängaren) (2001)
- "My Love" (avec Robert Wells) (2003)
- "Eastward Westward" (2005)